# アン・ドノバン
アン・ドノバン（Anne Donovan、1961年11月1日 - 2018年6月13日）は、アメリカ合衆国ニュージャージー州リッジウッド出身の元女子バスケットボール選手でバスケットボール指導者である。
熊谷組でプレーしていたジョン・ドノバンは実兄。

## 来歴

### 大学
地元の高校卒業後、オールドドミニオン大学に進学し1979年にはチームをAIAWのチャンピオンに導くなど支配的な選手として活躍した。オールアメリカンに3度選出され、1983年には初代女子ネイスミス賞を獲得した。

### 日本での活躍
大学卒業後、日本のシャンソン化粧品に入団。身長204cmは日本リーグ→Wリーグでプレーした歴代全選手で最長身である。
オールジャパン初優勝、3連覇に貢献。日本リーグでも優勝3度で2度のMVPと3度のベスト5を獲得し、第20回大会（1986-87シーズン）ではリバウンド賞も合わせての三冠獲得。第1次シャンソン黄金時代を支えた。
1987年からはイタリアのプロリーグでプレー。

### ナショナルチーム
米国代表としても1984年のロサンゼルス、1988年のソウルの2大会の連覇に貢献し金メダルを獲得した。

### 指導者
1989年に現役引退。母校であるオールドドミニオン大学のアシスタントコーチに転じ、1995年にイーストカロライナ大学のヘッドコーチに就任、ABLを経て、WNBAのインディアナ・フィーバー、シャーロット・スティングで指揮を執った。
2002年にはローレン・ジャクソン、スー・バードらを擁するシアトル・ストームのヘッドコーチに就任。2004年のプレイオフでは女性ヘッドとして初めてとなる王座に導いた。ストームでは2007年まで指揮を執った。
2006年、女子米国代表ヘッドコーチに就任。同年の世界選手権は3位に終わったものの、北京オリンピックで金メダルを獲得。大会後勇退。
2009年、ニューヨーク・リバティアシスタントコーチに就任。後にヘッドコーチ昇格。
2010年、シートン・ホール大学のヘッドコーチに就任。
2013年、コネティカット・サンヘッドコーチとしてWNBA復帰。2015年退任。
1995年にはバスケットボール殿堂入りを果たしている。1999年設置された女子バスケットボール殿堂にも顕彰されている。
2018年6月13日、心不全のため死去。シアトル・ストーム、コネティカット・サン、シャンソンVマジックなど、日米問わず大きく貢献した各チームから追悼メッセージが寄せられた。